# Parker-Klasse
Die Parker-Klasse war eine Klasse von sechs Zerstörern (Flottillenführern) der britischen Marine, die von 1916 bis 1931 in Dienst stand.

## Allgemeines
Die Flottillenführer der Parker-Klasse waren eine Weiterentwicklung der vorangegangenen Marksman-Klasse, der ersten eigenen Flottillenführer-Klasse der Royal Navy.
Bei gleicher Größe des Rumpfes wiesen die neuen Boote einige Verbesserungen auf: sie hatten einen höheren Freibord und eine weiter zurückgesetzte Brücke. Dies führte zu einer höheren Feuerkraft der Boote. Die Verschiebung des Aufbaus wurde durch eine Reduzierung der Kesselräume und der Schornsteine möglich. Von den jetzt drei Schornsteinen war der vorderste dicker und höher als die anderen. Der zurückgesetzte Aufbau erlaubte die Aufstellung eines überhöhten zweiten Buggeschützes mit einem weitgehend unbehinderten Feuerbereich. Dazu gab diese Aufstellung nach vorn auch noch Feuerkraft bei schwerer See, einem Schwachpunkt aller bisheriger Torpedoboote und Zerstörer. Diese Änderung wurde in der Folgezeit und einer Vielzahl von Entwürfen übernommen.
Dazu erhielten die neuen Boote eine Feuerleitanlage, die den zentralen Abschuss von Salven ermöglichte. Diese Feuerleitanlage wurde in den Zerstörern der V- und W-Klasse als Standard übernommen. Die Anzac unterschied sich von den anderen Booten der Klasse durch einen um 30 cm höheren Freibord, was bei den früher bei Cammell Laird in Bau befindlichen Booten nicht eingeführt werden konnte.

## Einheiten
| Name      | Bauwerft                              | Bestellung    | Kiellegung        | Stapellauf        | Indienststellung  | Verbleib                                                                                               |
| --------- | ------------------------------------- | ------------- | ----------------- | ----------------- | ----------------- | --- |
| Parker    | Cammell Laird, Birkenhead             | Februar 1915  | 19. Juni 1915     | 19. April 1916    | 13. November 1916 | November 1921 zum Abbruch                                                                              |
| Grenville | Cammell Laird, Birkenhead             | Februar 1915  | 19. Juni 1915     | 16. Juni 1916     | 11. Oktober 1916  | Dezember 1931 zum Abbruch                                                                              |
| Hoste     | Cammell Laird, Birkenhead             | Juli 1915     | 1. Juli 1915      | 16. August 1916   | November 1916     | Am 21. Dezember 1916 nach Kollision mit dem Zerstörer Negro und Zündung von zwei Wasserbomben gesunken |
| Seymour   | Cammell Laird, Birkenhead             | Juli 1915     | 23. November 1915 | 31. August 1916   | 30. November 1916 | Minenleger, Januar 1930 zum Abbruch                                                                    |
| Saumarez  | Cammell Laird, Birkenhead             | Juli 1915     | 2. März 1916      | 14. November 1916 | 21. Dezember 1916 | Januar 1931 zum Abbruch                                                                                |
| Anzac     | William Denny and Brothers, Dumbarton | Dezember 1915 | 31. Januar 1916   | 11. Januar 1917   | 24. Juli 1917     | 1920 RAN, August 1935 gestrichen                                                                       |